# Remember the good times
Remember the good times is een lied van The Cats uit 1968 dat geschreven werd door Cees Veerman. Het werd uitgebracht op de B-kant van de single Turn around and start again en verscheen hetzelfde jaar op de elpee Cats. In de loop van de jaren kwam het op verschillende verzamelalbums terug, waaronder op Times were when (1972), The Cats 100 (2008), de Hollandse sterrencollectie (2008) – en daarmee ook  Het beste van The Cats (2010) en Essential (2011) – Collected (2014) en A & B sides 1964-1974 (2016).
Vijfenveertig jaar na dato. in 2013, belandde het lied op nummer 38 van de Volendammer Top 1000, een eenmalige all-timelijst die in 2013 door luisteraars van 17 Noord-Hollandse radio- en tv-stations werd samengesteld.
Het lied gaat over een beëindigde relatie, waarin de zanger zijn ex herinnert aan hun goede tijden. Nu moet ze niets meer van hem weten en denkt ze alleen aan geld. Als ze elkaar op straat tegenkomen dan groet ze hem niet.